# Mielencéfalo

Metencéfalo e Mielencéfalo são sub-divisões do rombencéfalo no embrião.

Mielencéfalo é um termo de embriologia para a estrutura do sistema nervoso central embrionário, parte do rombencéfalo, que se desenvolve formando a medula oblonga (bulbo raquidiano). 
Durante o desenvolvimento fetal, divisões que dão origem ao rombencéfalo começam a ficar visíveis após 28 dias de concepção. As subdivisões mais específicas, metencéfalo e mielencéfalo, vão tomando forma a 7 semanas após a concepção. Diferenciação de forma definitiva na medula oblongata pode ser observado 20 semanas de gestação. O mielencéfalo conecta o encéfalo com a médula espinhal, por isso danos e má-formação nessa área costumam ser rapidamente fatais.